# 野辺シュウ
野辺 シュウ（のなべ しゅう、1997年8月30日 - ）は、日本の男性声優。埼玉県出身。青二プロダクション所属。

## 来歴
幼少期に見ていたディズニー作品がきっかけで声優を志すようになる。
2021年4月10日より青二プロダクションジュニア所属。

## 人物
趣味はキャンプ、料理、DTM、お酒。また、BL作品好きを公言している。
憧れの声優は山寺宏一。

## 出演
太字はメインキャラクター。

### テレビアニメ
2023年
- ONE PIECE（2023年 - 2025年、カイドウ軍、侍、海兵、役人、部下 他）
- 僕とロボコ（クラスメイト）

2024年
- クレヨンしんちゃん（客B）

2025年
- ちびまる子ちゃん（友達1）
- SHIBUYA♡HACHI（通行人、男子学生）
- 宇宙人ムームー（落研、管制官、男子学生）

### 劇場アニメ
- 劇場版 美少女戦士セーラームーンCosmos 前編（2023年）

### Webアニメ
- メイビーヒーロー!!!（2020年 - 、フジ）

### BLCD
- この手を離さないで（2022年、クラスメイト[18]）
- 純情でなにが悪い（2023年、ダーツ部の先輩[19]）
- レンタル彼氏のお尻をご指名（2023年、伊織の友人[20]）
- コワモテの隣人がΩだった時の対処法（2024年、田中雅彦[21]）
- ブラットテイマー／キング（2024年、金剛フロラ）

### ボイスドラマ
- Heavenly Helly（2022年 - 、エルゴン）
- 燈の守り人～幻想夜話～（2024年、高根島灯台[22]）

### ラジオドラマ
- 青山二丁目劇場
  - お便り差し上げます（2021年、謙吾）
  - 僕はこうして生きていく（2022年、平井タツヤ）

### デジタルコミック
- 発情ネオンサイン（2023年、ナナ[23]）
- Ωに堕ちたα様（2023年、山本[24]）
- 失恋オメガは愛されたい（2024年、友人1、一ノ瀬を批判する声1、Ωの男性、一ノ瀬の競泳仲間1[25]）

### 実写映画
- 次元大介（2023年）※声の出演

### 舞台
- Blue Love Theater（2023年2月19日、浅草花劇場）[26]
- REAL AKIBA BOYZ〜Over The Future!〜（2025年9月20日 - 28日〈予定〉、こくみん共済 coop ホール/スペース・ゼロ）[27]

### テレビ番組
- 内村カレンの超社会科見学（2021年11月15日、フジテレビ）

### その他コンテンツ
- 神酒ノ尊-ミキノミコト-（【九尾】皇子[28]）
- 燈の守り人 灯台音声ガイド 広島県尾道市 高根島灯台（2025年、ナビゲーター[29]）